# Shell Beach

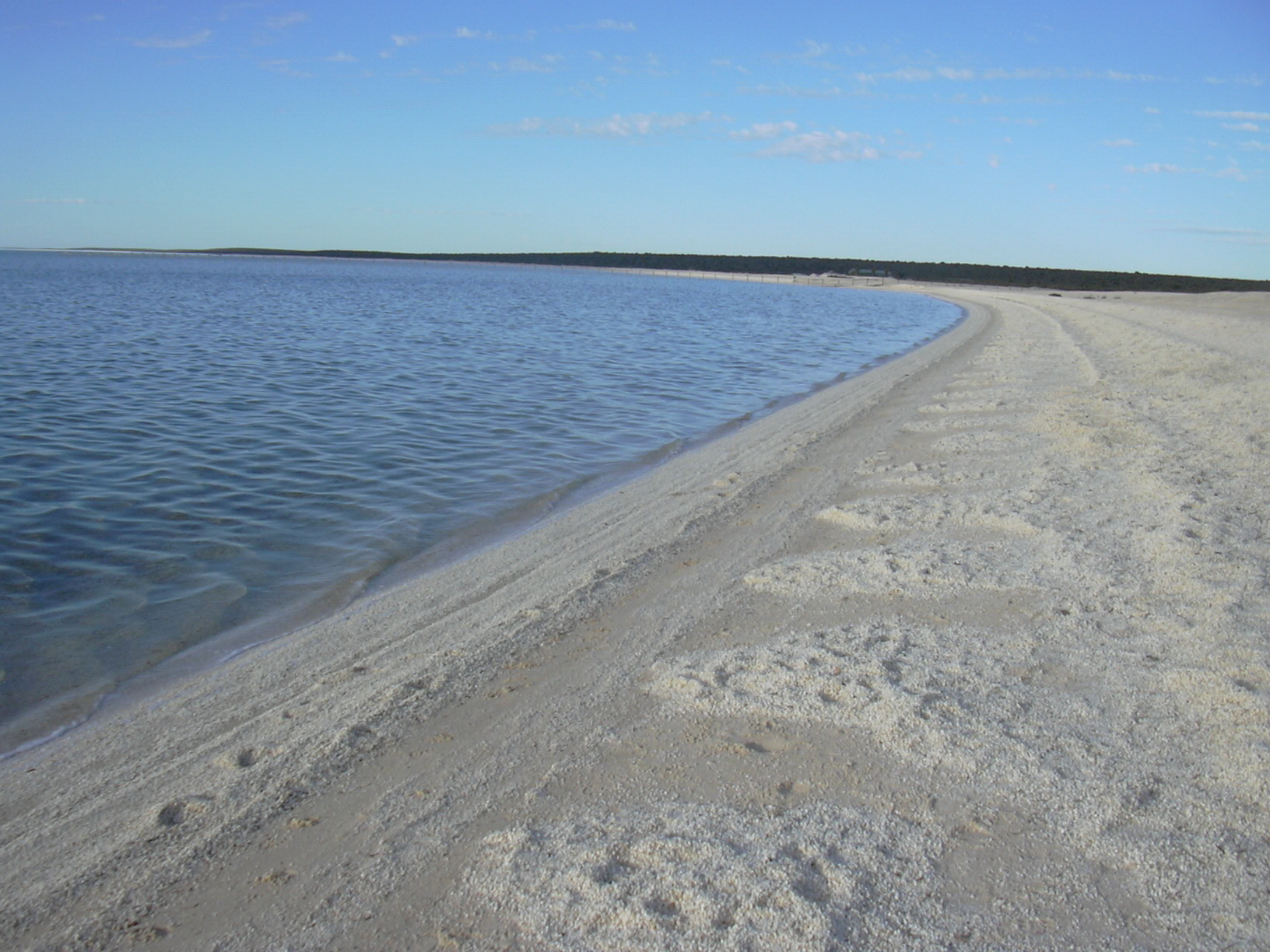
Shell Beach

Der Shell Beach ist ein ca. 40 km langer Küstenstreifen an der westaustralischen Shark Bay, der aus einer bis zu 10 Meter dicken Schicht aus Milliarden von Herzmuscheln der Art Fragum erugatum besteht. Er säumt die L'Haridon Bight an der nordöstlichen der beiden großen Halbinseln des Gebiets, die auch Peron Peninsula genannt wird.
Mit den südlich der Bucht liegenden Küsten des Hamelin Pool Marine Nature Reserve, in dem ebenfalls weite Flächen aus Muschelstrand bestehen, beträgt die Länge des Shell Beach über 100 km.

## Entstehung

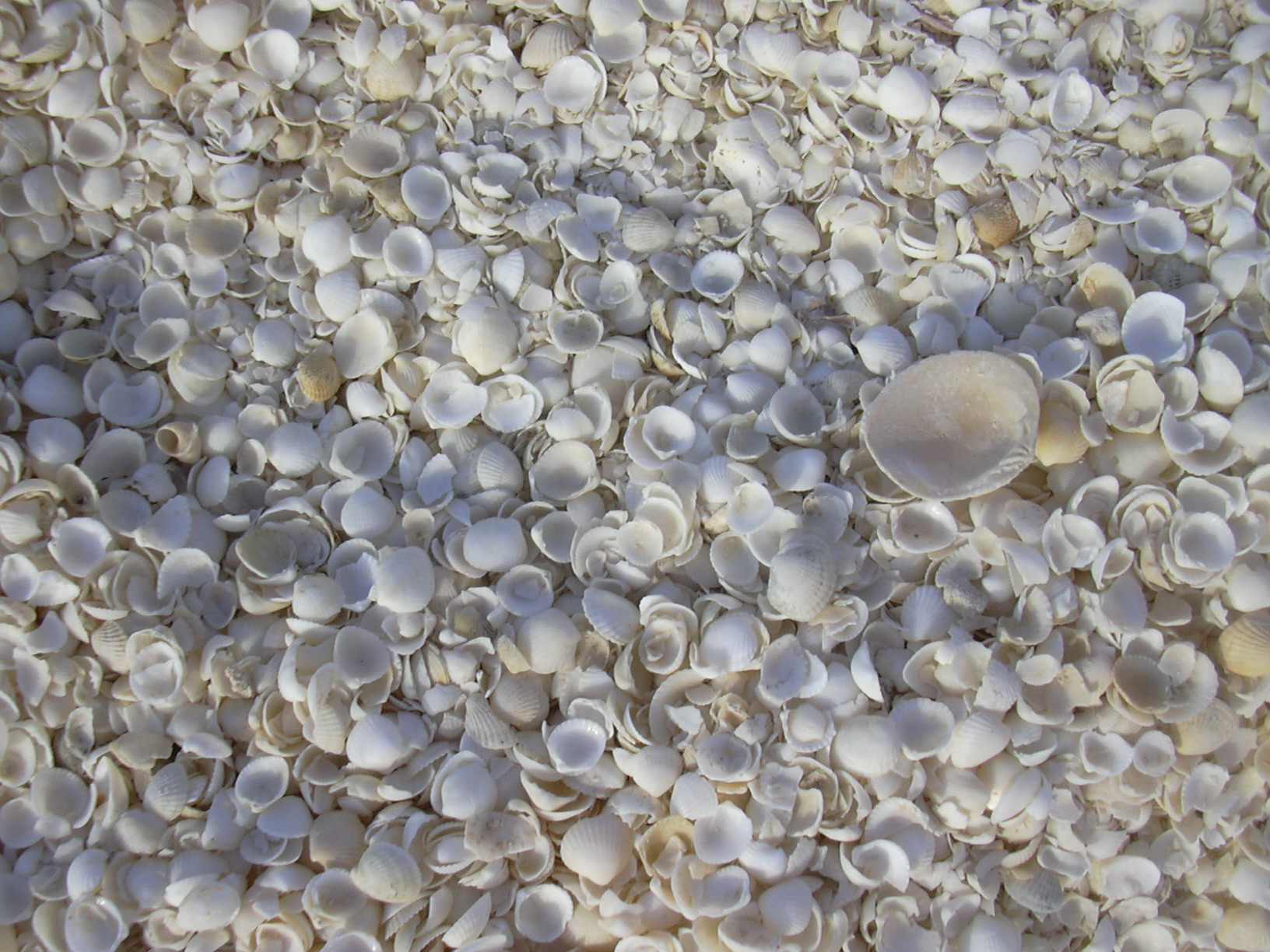
Herzmuscheln am Shell Beach

In den Gewässern der Shark Bay ist Fragum erugatum so stark vertreten, dass Wind und Wellen in ca. 6000 Jahren außergewöhnliche Mengen von Schalen angeschwemmt haben. Nur auf den ersten 3–4 m Strand, die dem Meer am nächsten liegen, sind die Muscheln locker aufgeschichtet.
Auf den landeinwärts gelegenen Strandabschnitten, die vom Wasser nicht mehr umspült werden, hat der Regen Kalziumkarbonat aus den Schalen herausgelöst und zu einer festen „Zementierung“ der Muscheln geführt. Das so entstandene biogene Sedimentgestein – Coquina genannt – wurde bis in die 1950er Jahre als Baumaterial verwendet. Dazu hat es Muschel-Steinbrüche (shell quarries) insbesondere zur Errichtung der Kirche und weiterer Gebäude in Denham gegeben. 1990 wurden der Shark Bay Marine Park (7.487 km²) sowie das angrenzende Hamelin Pool Marine Nature Reserve (1.320 km²) eingerichtet und die Muschelstrände zu geschützten Gebieten erklärt. Ein Schau-Steinbruch ist am Hamilton Pool rekonstruiert; die Abtragung des Gesteins ist untersagt.

## Zugang

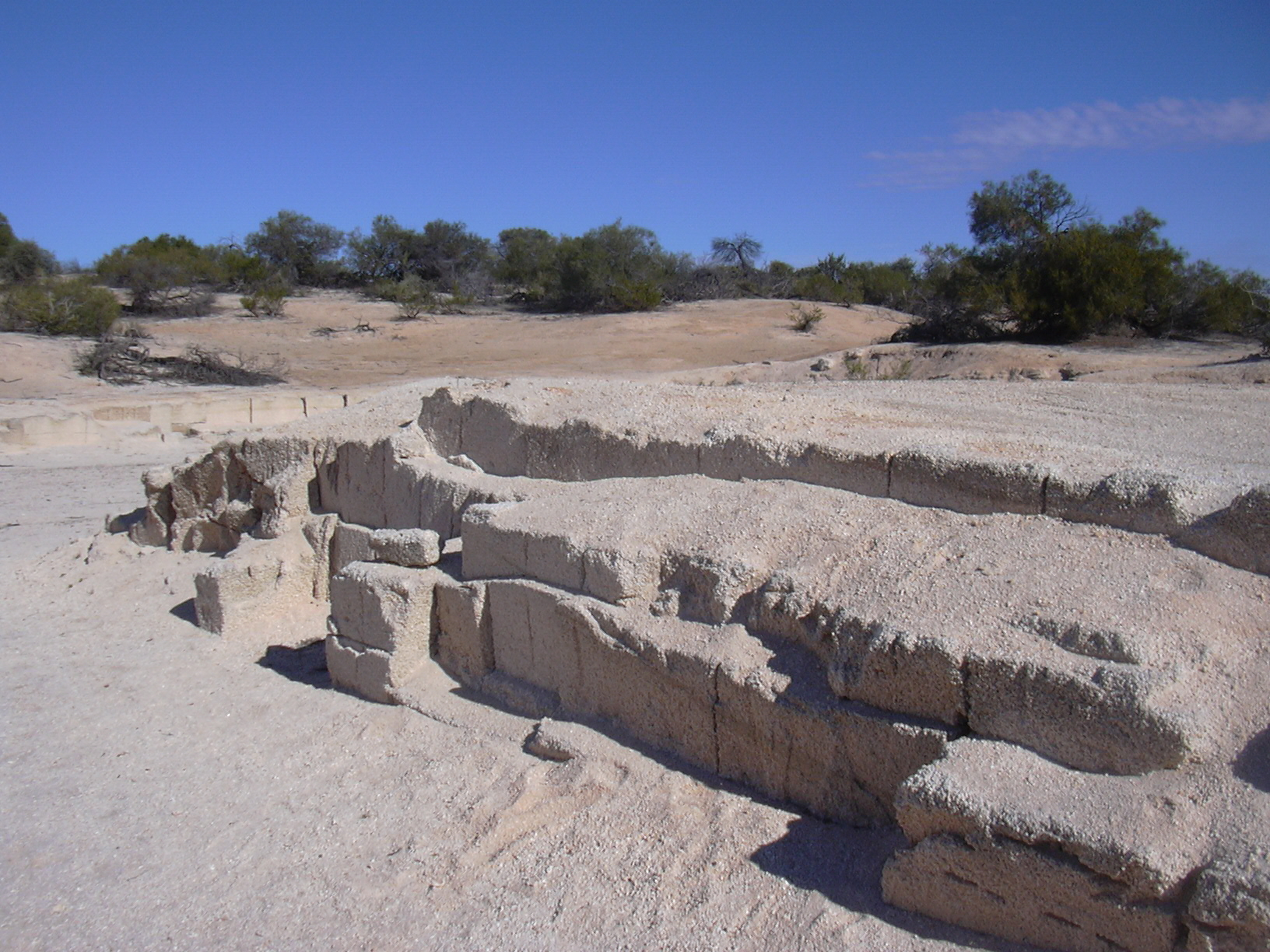
Dokumentierter Muschelsteinbruch am Hamelin Pool

Weite Abschnitte des Shell Beach, der die 20 km lange Halbinsel zwischen L'Haridon Bight und Hamelin Pool mit dem Kap Petit Point umrundet, liegen unzugänglich durch dichtes Akazien-Buschland von der Denham-Hamelin Road, der einzigen Verbindungsstraße vom Festland durch die Halbinsel nach Denham und Monkey Mia, getrennt.
Von dieser Durchgangsroute gibt es nur zwei Stichstraßen:
- Bei Nanga (Tankstelle und Versorgungsstation) an der schmalsten Stelle der Halbinsel (Picknickplatz, Wanderweg, Infotafel) sowie
- an der Hamelin Telegraph Station (Coquina-Dokumentations-Wanderweg zu einer Kolonie von Stromatolithen, die zu den ältesten Lebensformen der Erde gehören).